# 錘 (武器)
錘（すい）は中国の武器で、柄の先端に金属製の球状の錘（おもり）の取り付けられた武器。瓜（か）などとも呼ばれる。他に、縄の先に錘が取り付けられた流星錘のような武器もある。

## 解説
唐代から五代十国時代にかけて、槍が戦場の主役となって以降も、鉄錘や鉄鞭といった打撃武器を好んで用いる者がいたが、これらの打撃武器は唐代以前の戦場ではほとんど見られなかった。錘の歴史は古く、「史記」や「漢書」にも関連する記載が存在し、また唐代の史書にも記載がある。とはいえ、唐代の資料には鉄錘の類が軍隊の装備として使用された例は見られないのであくまで常用武器ではなかったと考えられる。五代十国時代に至ると状況がやや変わり、三名の後唐の武将が戦場での戦闘に錘を用いた。また、唐代から五代十国時代の資料には鉄鞭という節のある金属棒に短い柄のついた錘と同じ打撃武器に分類される武器を用いて戦った将士の存在を示す証拠がある。唐代の資料には後世に「大斧」と呼ばれた長柄斧を用いて戦った記録や当時の異民族の将軍の中には投げ縄を武器として使用した将軍もいた。
以上のように五代十国時代には少数ながら遊牧民族の得意とする武器と武術が戦場で用いられており、当時、鉄錘や鉄鞭といった打撃武器や長柄斧、投げ縄が戦場使用されたことには唐末以降、異民族出身の将軍が活躍したことに関連していると考えられる。
また、晋から南北朝時代（3世紀 - 6世紀）にかけて人も馬も鎧を着た重装騎兵が出現し、兵士が重くて堅牢な鎧を着こむ割合が高くなったことも打撃武器の再発見の要因として考えられ、打撃武器は装甲の上からでも大きなダメージを与えられるために時代の要求にかなっていた。
宋代には異民族の影響によって槍と刀（短兵器だけでなく長柄の刀を含む）に多様性と複雑性の兆候が現れ、前代まであまり使用されなかった錘（宋代には長柄の錘である蒜頭骨朶（さんとうこつだ）や長柄のモーニングスターの様な疾藜骨朶（しつれいこつだ）が使用された）や鉄鞭、鉄鐧という鉄鞭に似た武器、大斧あるいは狼牙棒や杵棒などの各種の棒類といった打撃武器が多用された。また、宋が敵対した遼、西夏、金は基本的には騎射を得意としたが、長短の槍や長柄の錘、斧や鉞、中原の軍隊では後漢以降に刀にとって代わられていた剣など様々な武器を用いて中原の軍隊を悩ませ続けた。
再発見された中国における打撃武器がよく使われ、多くのバリエーションが現れ、戦場で大きな効果をあげたのは、重装歩兵と重装騎兵が活躍した宋から元（10世紀 - 14世紀）が頂点である。
戦場の中で刀剣類が発達し、殺傷力が高まれば、自然と防具も発達し、特に鎧は布や紙、皮、金属とその材質を変え、刃物に対しての防御力を増し（ついでに重くもなるが）、それに対抗して鎧ごと叩き切る大刀（長柄の刀）などの大型武器が現れるが、一方で打撃武器である錘、鉄鞭、鉄鐧などの鈍器も発達してきた。
錘は剣や刀などの軽くて機能的な武器に比べると、重く、取り回しには不便な武器であり、金属が武器の材料として使われるようになると棍棒や斧の類は間合いやスピードが剣、矛などの鋭利な金属製の刃や穂先を持った武器に劣るために、周（紀元前1030年ごろ - 紀元前256年）において既に実戦には使われなくなっていた。
しかし、金属製の鎧に対し、剣などでは歯が立たなくともその重さで動きが鈍くなっている「鎧武者」に対する攻撃においては錘などの打撃武器で叩くのが最も手っ取り早く有効な攻撃方法と言え、つまり、錘などの打撃武器は長い戦いの必然から生まれた、鉄砲などの火器が登場するまでの実戦的な武器なのである。
打兵（打撃武器）の使用が頂点に達したころに火器が登場し、重装を容易に貫通できる火器や、火炎、有毒ガスの様な重装甲でも防げない火器の出現により、装甲は動きやすく、軽いものが使われるようになり、利点を失った打撃武器の使用は減っていくこととなる。
とはいえ、明代の初期には重さ30キログラム以上の重装甲がよく使用され、中国の軍隊は以前にも増して刀剣類よりも長柄武器や打撃武器の使用を増やすが、それには長柄や打撃武器の方が製造に金がかからないという点と刀剣類に比べ、扱うのにあまり習練を必要としないというコストパフォーマンスの事情も含まれていた。火器の発達により、明代においてはより運動性を重視した軽くて柔軟性のあるものが主流となり、そうした需要を満たすための綿が中国甲冑の材料として使用されるようになっていく。
戦国時代に始まる鉄鎧の普及は明代の集結と共にほぼ終結したが、それは鉄砲の発達と普及により、甲冑がその効力を失い、兵士の動きを鈍らせるだけの存在となったためであるが、火器に対抗できる防御力が最後まで追及されたために消滅前の一時期に中国甲冑の製作技術は究極の水準にまで達した。
北宋初期から甲冑などの製作技術や品質は飛躍的に向上したが、南宋の時代においては甲冑の生産が停滞しており、重要な原因は火器の発明であり、北宋代においては火器の殺傷能力はまだ限られたものであったが、南宋代においては火器の威力は絶え間ない技術改善を経て既にかなりの水準まで高められていたがために、戦場での甲冑の有効性は相対的に低くなっており、こうして甲冑は宋代以後も数百年間用いられはしたが、徐々に重視されなくなっていった。
宋では中国史の中で唯一、古代ギリシアのファランクスに相当する密集陣形で突進する重装歩兵隊が編成され（重装歩兵自体は魏晋南北朝時代、唐代、元代、明代にもいた）、その甲冑は優秀であり、長槍や大斧や大刀などの重い武器やその他の武器を携帯していた。
騎馬軍団を主力とするモンゴル帝国においては機動性を重視しており、基本的には重い防具を敬遠する傾向にあったが、重装騎兵隊も存在しており、現実主義的なモンゴル人たちは、他の民族の優れた点を学ぶことに熱心であり、戦争においても敵の優れた点を取り入れていったがために、モンゴル軍兵士には標準装備というものはなく、主力武器たる合成弓を除けば、敵から略奪したものなどを中心としたかなりバラバラな装備だったと考えられ、中国との戦いでは長剣や矛、金属製の鎧（草原では金属製品は大変な貴重品であるために、金属を多用する剣の類は、最初はあまり使用されず、槍は比較的よく使用されたが、鎧は革鎧だけだった）、中近東では曲剣、ヨーロッパでは鎖帷子を手に入れ、また、長槍に金属鎧で身を固めた、ヨーロッパの騎士の様な重装騎兵隊は後期になってから登場した。
モンゴル軍においては他国の軍に比べ、比較的、槍などの長兵器を用いる事が少なかったが、騎兵が激突する場面では長槍は有効な武器であり、格闘兵器としても用いられる投げ槍も用いたし、また、元代の中国においてはモンゴル人を主体に編成されたモンゴル軍の他に各地に駐留する漢軍および南宋からの降軍を改編した軍などがあり、モンゴル軍固有の長槍のみでなく、中国の伝統的な長槍もまた当時広範に使用されていた。
元代の短兵器の種類は非常に多く、接近戦における武術の内容も非常に豊富であり、モンゴル軍の短兵器としては刀、剣、錘、棒、斧、鎌が使用されており、主力武器は合成弓であるものの、錘などの短兵器は戦場においてそれを扱う兵士の一挙手一投速が全体の勝敗を左右するような局面において非常に重要な役割を果たし、特に、両軍が肉薄して最終的に雌雄を決する場合は個々の兵士の短兵器の技術の優劣こそが勝敗のカギを握っていた。
刀はモンゴル軍で最も重視された短兵器の一つであり、後漢以降に軍隊での使用が減っていた剣もモンゴル軍兵士は頻繁に使用し、斧も接近戦において有用な兵器として多用、鎌も好んで用いたが、その他にモンゴル軍の常用武器としては錘が頻繁に使用されていた。
宋代以降は長柄武器も刀剣類も打撃武器も多様化する傾向にあった。
明代には槍術、刀術、棍術、拳術を始めとする多くの武術流派が誕生し、多彩な種類の槍の使用や、倭刀（日本刀）の兵器としての重視、打撃武器を含む様々な雑式兵器の使用があった。
清代前期においては槍の種類が明代よりも多く、かつ形状も多様化しており、また、清代の武器の中で最も重視され、軍隊に必ず装備すべきとされていたのは刀であった（短兵器だけでなく長柄の刀や両手持ち、もしくは両手でも片手でも持てる大型の刀も含む）。
しかし、清代には雑式兵器の種類も多く、その中には両手に錘を持つ、両手に鉄カンを持つ、両手に斧や鉞を持つ、両手に多節棍を持つなどの打撃武器の「二刀流」も多く見られる。
中国においても19世紀の終わりに火器が槍や刀や錘などの冷兵器（火薬を使わない旧式兵器）をほぼ完全に駆逐した。